# Mimosa acapulcensis
Mimosa acapulcensis là một loài thực vật có hoa trong họ Đậu. Loài này được Robinson miêu tả khoa học đầu tiên.